# Église Saint-Jacques de Saint-Denis (La Réunion)
Pour les articles homonymes, voir Église Saint-Jacques.
L'église Saint-Jacques de Saint-Denis est une église catholique de l'île de La Réunion, département d'outre-mer français dans le sud-ouest de l'océan Indien. Située rue Saint-Jacques, à Saint-Denis, le chef-lieu, elle constitue l'église paroissiale du quartier de Saint-Jacques. Elle a été consacrée en 1858, agrandie de 1901 à 1903, puis de nouveau en 1961.

## Vitraux
Les vitraux, en dalle de verre et béton, de la nef principale ont été conçus et réalisés par Emmanuel Chauche en 1965. En 2003, Guy Lefèvre a reçu la commande des dix vitraux des transepts ainsi que du chemin de croix.